# Live and off the Record
Albums de Shakira
Grandes Éxitos
(2002) Fijación Oral Vol. 1
(2005)
Live and off the Record est un album live de Shakira enregistré  durant le Tour of the Mongoose. Accompagné d'un DVD, il est sorti en 2004. L'un des titres est une reprise de Black in Black, une chanson du groupe rock australien AC/DC. La version live des chansons n'est pas toujours adaptée des albums, "Estoy Aquí" est ainsi basée sur l'album MTV Unplugged, tandis que les versions de Whenever, Wherever (Sahara Remix), Underneath Your Clothes (Acoustic) et Objection (Tango) [Afro-Punk Version] sont celles de Laundry Service (Washed and Dried). Il y a aussi un reportage sur la tournée que Shakira commente, accompagné d'interviews.

## Album
1. Intro/Ojos así
2. Si te vas
3. Underneath Your Clothes
4. Ciega sordomuda
5. The One
6. Back in Black
7. Tú
8. Poem to a Horse
9. Objection (Tango)
10. Whenever, Wherever

## DVD
1. Intro/Ojos así
2. Si te vas
3. Ciega sordomuda
4. The One
5. Back in Black
6. Rules
7. Inevitable
8. Estoy aquí
9. Underneath Your Clothes
10. Octavo día
11. Ready for the Good Times
12. Tú
13. Poem to a Horse
14. Objection (Tango)
15. Whenever, Wherever